# Centaurea gjurasinii
Centaurea gjurasinii — вид квіткових рослин айстрових (Asteraceae). Ендемік Чорногорії.
Належить до C. sect. Acrocentron. Має жовті квітки. Вид гірський і має невеликі розміри популяції.